# Eyüp (Vorname)
Eyüp ist ein männlicher Vorname.

## Herkunft und Bedeutung
Eyüp ist ein türkischer männlicher Vorname arabischer Herkunft. Der Name entspricht dem biblischen Hiob und wird zur Erinnerung an Abu Ayyub al-Ansari vergeben, einen Gefährten des Propheten Mohammed, der vermutlich während der ersten Belagerung von Konstantinopel (674–678) starb und dessen Grab sich im gleichnamigen Stadtteil von Istanbul befindet. Unter Bezug auf die Geschichte Hiobs wird der Name auch als ein Symbol für Geduld und Demut verstanden. Von Eyüp abgeleitet ist der türkische Familienname Eyüboğlu.

## Namensträger
- Eyüp Arın (* 1962), türkischer Fußballspieler und -trainer
- Eyüp Kadri Ataoğlu (* 1987), türkischer Fußballspieler
- Eyüp Can (* 1964), türkischer Boxer
- Eyüp Ertan (* 1996), deutsch-türkischer Schauspieler
- Eyüp Karagöbek (* 1989), türkischer Radrennfahrer
- Eyüp Kaymakçı (* 1981), türkischer Fußballspieler
- Eyüp Taş (* 1959), türkischer Fußballspieler